# Ислам в Монголии
Ислам в Монголии исповедуют около 5 % населения. Это в основном этнические казахи из западной провинции Баян-Улгий (88,7 % от общей численности населения провинции) и провинции Ховд (11,5 % от общей численности населения провинции). Кроме этого, можно найти небольшие казахские общины в различных городах и поселках Монголии.

## История
Самые ранние свидетельства об исламе в Монголии датируется 1254 годом, когда францисканец Гильом де Рубрук, посетив двор великого хана Мункэ в Каракоруме, заметил семь храмов «идолопоклонников» (вероятно, буддийских и даосских храмов) и две мечети. Таким образом, историки датируют приходом ислама в Монголию между 1222 и 1254 годом. Знакомство монголов с исламом произошло во время завоевания Афганистана Чингисханом. В 1222 году на обратном пути в Монголию Чингисхан посетил Бухару в Мавераннахре.
Внук Чингисхана Берке принял ислам благодаря усилиям хорезмского дервиша Сайфуддина Дервиша и стал одним из первых монгольских правителей, принявших ислам. Другие монгольские ханы принимали ислам под влиянием жен-мусульманок. Позднее мамлюкский правитель Бейбарс укрепил связи с Золотой Ордой и пригласил знатных монголов в Египет. Поездка в Египет значительно увеличила количество принявших ислам монголов. К 1330-м годам три четверти верхушки Монгольской империи были мусульманами.
Казахи-мусульмане начали заселять Джунгарию и горные районы Алтая в конце XIX века. Большинство казахов было кереями и найманами. Многие казахи бежали от преследования царской России. После прихода к власти Богдо-гэгэна в 1911 г. казахам было разрешено поселиться в Ховде.
В 1940 году была создана провинция Баян-Улгий. Несмотря на высокую рождаемость в мусульманских семьях, во второй половине XX века наблюдается уменьшение численности мусульман в Монголии. В начале 1990-х годов прошла волна возвращения этнических казахов в независимый Казахстан.

## Численность
Наибольшее число мусульман наблюдается в западной части Монголии.
| 1956   | %    | 1963   | %    | 1969   | %    | 1979   | %    | 1989    | %    | 2000    | %    | 2007    | %    |
| ------ | ---- | ------ | ---- | ------ | ---- | ------ | ---- | ------- | ---- | ------- | ---- | ------- | ---- |
| 36,729 | 4.34 | 47,735 | 4.69 | 62,812 | 5.29 | 84,305 | 5.48 | 120,506 | 6.06 | 102,983 | 4.35 | 140,152 | 5.39 |

## Мечети
Правительство Монголии решило обновить свой храм в 1947 году, и тогда в городе Улгий — административном центре Баян-Улгийского округа — также построили мечеть для местных казахов. Однако позднее эту мечеть закрыли.
Затем во второй раз мечеть на 200 человек в новой истории страны построили в 1991 году. Сейчас количество мечетей в Монголии, построенных при поддержке арабских стран, достигло 50, также построено около 20 медресе.

## Список Главных муфтиев
- Осерхан Мухай (2009—2014)
- Мохан Азатхан (2014—2019)
- Батырбек кажы Хадысулы (с 2019)